# Аль-Хади иля-ль-Хакк Яхья
Аль-Хади иля-ль-Хакк Яхья (араб. الهادي الى الحق يحيى‎, Al-Hadi ila’l-Haqq Yahya; 859, Медина — † 19.08.911, Саада, Йемен) — религиозный и политический лидер на Аравийском полуострове во в конце IX — начале X века. Он был первым зейдитским имамом правившим над частью Йемена в 897—911 годах. Основал династию Рассидов, которая правила в Йемене до 1962 года. Правовая школа хадавия, которая исходит от имама аль-Хади является авторитетной для зейдитов. До принятия почётного имени аль-Хади иля-ль-Хакк Яхья в 897 году, его звали Яхья бен аль-Хусейн бен аль-Касим ар-Расси (Яхья сын Хусейна, внук Касима родом из рода Расси).

## Происхождение и школа
Яхья бен аль-Хусейн бен аль-Касим ар-Расси родился в Медине, будучи Сеидом, который вел свою родословную от Хасана, сына Али (а по матери внука пророка Мухаммеда). Его дед аль-Касим ар-Расси (умер в 860 году), который безуспешно пытался достичь политического руководства, владел имуществом близко от Мекки, в ар-Расс. Это место происхождения дало название династии ар-Расси, основанной Яхья. Аль-Касим ар-Расси был главным организатором теологии и юриспруденции шиитского направления зейдитов, в чём также были последователями от Персии. Будучи зейдитом родом от Зейда ибн Али (умер в 740 году), второй сын четвёртого имама шиитов Зейн аль-Абидин, Яхья ибн аль-Хусейн ибн аль-Касим ар-Расси разработали теологию на основе учения своего деда, но дал ему более выраженный шиитский уклон. Его позиции были близки к современной школе мутазилитов в Ираке, в которых выражены разумность и рациональность мышления. Что касается имамата — он придерживался принципа Jarudi и осудил первых двух халифов, как узурпаторов.

## Появление в Йемене, провозглашение и служба имамом
В 893 году Яхья ибн аль-Хусейн ибн аль-Касим ар-Расси пришёл в Йемен из Хиджаза. Он пытается построить базу зейдитской власти в регионе. Его целью было избавить население от плохих религиозных практик и довести выгоду своей версии ислама. В это время низменность Тихама находилась под властью династии Зиядов (англ. Ziyadid dynasty) (819—1018), первоначально управляющей от имени аббасидских халифов. Во внутренних регионах Йемена, в Санаа с 847 года доминировала местная династия Яайфу (Banu Yu’fir). Яхья достиг аш-Sharafah, находящийся на некотором расстоянии от Санаа, но затем был вынужден повернуть назад, так как не нашел восторженный прием на который надеялся. В 896 году некоторые племенные вожди из Саада и округа Хаулан (Khwlan) пригласил Яхья вернуться и примирить раздираемые друг друга кланы в Северном Йемене. В следующем 897 году он в очередной раз приехал из Хиджаза со своим дядей Мухаммедом и с другими родственниками. Он достиг Саада, где и был провозглашен имамом. Новый имам принял почетное имя аль-Хади иля-ль-Хакк Яхья. Источники изображают Яхья необычайно умным, физически сильным и благочестивым. Новый правитель покорил Наджран, создав прочную базу среди племенных групп северного Йемена. Он принял большую осторожность, чтобы собирать налоги в соответствии с религиозными писаниями, в то же время избежать злоупотреблений и произвольного сбора налогов. Управляющий в Санаа Абу'л-Атахия (Abu’l-Atahiyah) устал от Яфуридов и пригласил в 899 году аль-Хади иля-ль-Хакк Яхья, чтобы господствовать над городом, тем самым признав его статус имама. Аль-Хади иля-ль-Хакк Яхья прибыл в Санаа в 901 году. Он чеканил монеты и хутбы читались от его имени. Тем не менее, борьба вскоре вспыхнула и Санаа быстро перешла в руки правителя Абд аль-Кахир династии Яайфу. Племенные сторонники больного имама были ненадежными, и в конце концов, Аль-Хади иля-ль-Хакк Яхья оставил город в 902 году на произвол судьбы и был перенесён на носилках обратно в Саада. Новая экспедиция против Санаа в следующем году привела к новым поражением, и Мухаммед ибн Яхья, сын аль-Хади иля-ль-Хакк Яхья, был схвачен в плен полководцем Яфуридов.

## Смерть
По иронии судьбы имам аль-Хади иля-ль-Хакк Яхья в 906 году объединил усилия с правителем Асадом династии Яфуридов, в целях противодействия сторонникам Фатимидов (которые позже правили Египтом). Новый альянс вскоре оказалось хрупким. Санаа была взята сторонником Фатимидов лидером Али ибн аль-Фадль, который также доминировал над Тихамой и югом. Али ибн аль-Фадль вскоре отказался не только Фатимидов, но и от ислама. В конце концов, в 910 году, Яхья аль-Хади решил установить свою власть над Санаа ещё раз. Он вошел в город без особого оппозиционного сопротивления, но вскоре покинул его, оставив династии Яфуридов. В следующем 911 году имам аль-Хади иля-ль-Хакк Яхья умер в Саада. По некоторым данным, он был отравлен. Его могила находится рядом с мечетью аль-Хади в Саада, которая назван в его честь и является одним из самых старых зданий исламского Йемена. Яхья аль-Хади сменил его сын аль-Муртада Мухаммедом.

## Наследие
Хотя аль-Хади иля-ль-Хакк Яхья не всегда был успешным правителем, он произвел глубокое впечатление на племенные группы в йеменском высокогорье, успешно распространяя зейдитскую идеологию ислама — это фактически подтверждает, что зейдиты серьезно относились к введению Ислама в Йемене. Лично у него была сила, мужество и религиозные знания, которые являются предпосылкой для имамата. Он участвовал в 70 сражениях, и как сообщается, был настолько сильным, что мог уничтожить печать на монете пальцами. Аль-Хади иля-ль-Хакк Яхья видел себя реставратором мусульманских убеждений, как видно из котировок его работ: «Я возродил Книгу Бога после того, как она погибла», или «Я возродил Книгу и Санна, которые были отклонены». Религиозные учения Аль-Хади во многом были строги, придерживаясь юридической школы ханафитов. Он стремился к общине, где имам, как божественно назначенный лидер, обеспечивал духовное благосостояние народа. Например, он полагал, что женщины должны быть завуалированы, и солдат делится добычей в соответствии с Кораном. Он также пытался заставить зимми из Наджрана продать обратно землю, которую они купили в исламский период, но в конце концов изменил это решение. Верующие Аль-Хади в северных горных районах не всегда были довольны строгому кодексу поведения, который имам пытался навязать. Те, кто пригласил его ожидали престижного посредника в их внутриплеменных конфликтах, а не того, кто пытался реализовать строгие исламские заповеди. Поэтому жизненный путь аль-Хэди (и его преемников) был турбулентным, так как он пытался дисциплинировать мятежные и по видимости греховные субъекты.